# Élections municipales de 2014 dans l'Aisne
Les élections municipales dans l'Aisne se sont déroulées les 23 et 30 mars 2014.

## Maires sortants et maires élus
Soissons, sous-préfecture du département remportée par le PS en 2008, repasse à droite. La gauche est également battue à Gauchy et à Villers-Cotterêts, gagnée par le Front National.
| Commune              | Population | Maire sortant       | Parti | Parti | Maire élu           | Parti | Parti |
| -------------------- | ---------- | ------------------- | ----- | ----- | ------------------- | ----- | ----- |
| Belleu               | 3 867      | Bernard Grégoire    |       | DVG   | Bernard Grégoire    |       | DVG   |
| Bohain-en-Vermandois | 5 921      | Jean-Louis Bricout  |       | PS    | Jean-Louis Bricout  |       | PS    |
| Château-Thierry      | 14 413     | Jacques Krabal      |       | PRG   | Jacques Krabal      |       | PRG   |
| Chauny               | 11 771     | Marcel Lalonde      |       | UDI   | Marcel Lalonde      |       | UDI   |
| Fère-en-Tardenois    | 3 231      | Jean-Paul Roseleux  |       | DVD   | Jean-Paul Roseleux  |       | DVD   |
| Fresnoy-le-Grand     | 3 087      | Raymond Lavallery   |       | DVD   | Pierre Flamant      |       | DVD   |
| Gauchy               | 5 406      | Josette Henry       |       | IDG   | Jean-Marc Weber     |       | DVD   |
| Guise                | 5 173      | Hugues Cochet       |       | PS    | Hugues Cochet       |       | PS    |
| Hirson               | 9 365      | Jean-Jacques Thomas |       | PS    | Jean-Jacques Thomas |       | PS    |
| La Fère              | 3 054      | Raymond Deneuville  |       | DVD   | Raymond Deneuville  |       | DVD   |
| Laon                 | 25 745     | Antoine Lefèvre     |       | UMP   | Antoine Lefèvre     |       | UMP   |
| Saint-Michel         | 3 548      | Thierry Verdavaine  |       | DVG   | Thierry Verdavaine  |       | DVG   |
| Saint-Quentin        | 56 278     | Xavier Bertrand     |       | UMP   | Xavier Bertrand     |       | UMP   |
| Soissons             | 28 551     | Patrick Day         |       | PS    | Alain Cremont       |       | DVD   |
| Tergnier             | 14 135     | Christian Crohem    |       | FG    | Christian Crohem    |       | FG    |
| Villers-Cotterêts    | 10 411     | Jean-Claude Pruski  |       | PS    | Franck Briffaut     |       | FN    |

### Résultats en nombre de maires
| Partis       | Partis                            | Maires sortants | Maires élus | Évolution     |
| ------------ | --------------------------------- | --------------- | ----------- | ------------- |
|              | Divers droite                     | 3               | 5           | 2             |
|              | Union pour un mouvement populaire | 2               | 2           | en stagnation |
|              | UDI                               | 1               | 1           | en stagnation |
| Total droite | Total droite                      | 6               | 8           | 2             |
|              | Parti socialiste                  | 5               | 3           | 2             |
|              | Divers gauche                     | 2               | 2           | en stagnation |
|              | FG-PCF                            | 1               | 1           | en stagnation |
|              | PRG                               | 1               | 1           | en stagnation |
|              | IDG                               | 1               | 0           | 1             |
| Total gauche | Total gauche                      | 10              | 7           | 3             |
|              | FN                                | 0               | 1           | 1             |
| Total        | Total                             | 16              | 16          | -             |

## Résultats dans les communes de plus de3 000 habitants

### Belleu
- Maire sortant : Bernard Grégoire (DVG)
- 27 sièges à pourvoir au conseil municipal (population légale 2011 : 3 867 habitants)
- 4 sièges à pourvoir au conseil communautaire (CA du Soissonnais)

|                            | Philippe Montaron    | DVG            | 1 072 | 64,73  | 23 | 4 |  |  |
| Ensemble pour belleu       |                      |                | 1 072 | 64,73  | 23 | 4 |  |  |
|                            | Gérard Magnier       | SE             | 401   | 24,21  | 3  |   |  |  |
| Agissons pour le renouveau |                      |                | 401   | 24,21  | 3  |   |  |  |
|                            | Jamal Karmoud-foreau | SE             | 183   | 11,05  | 1  |   |  |  |
| Belleu. l'avenir avec tous |                      |                | 183   | 11,05  | 1  |   |  |  |
|                            |                      |                |       |        |    |   |  |  |
| Inscrits                   | Inscrits             | Inscrits       | 2 570 | 100,00 |    |   |  |  |
| Abstentions                | Abstentions          | Abstentions    | 853   | 33,19  |    |   |  |  |
| Votants                    | Votants              | Votants        | 1 717 | 66,81  |    |   |  |  |
| Blancs et nuls             | Blancs et nuls       | Blancs et nuls | 61    | 3,55   |    |   |  |  |
| Exprimés                   | Exprimés             | Exprimés       | 1 656 | 96,45  |    |   |  |  |

### Bohain-en-Vermandois
- Maire sortant : Jean-Louis Bricout (PS)
- 29 sièges à pourvoir au conseil municipal (population légale 2011 : 5 921 habitants)
- 7 sièges à pourvoir au conseil communautaire (CC du Pays du Vermandois)

|                                   | Jean-Louis Bricout * | DVG            | 1 337 | 63,66  | 24 | 6 |  |  |
| Ensemble pour bohain              |                      |                | 1 337 | 63,66  | 24 | 6 |  |  |
|                                   | Sylvie Roy-drancourt | DVG            | 453   | 21,57  | 3  | 1 |  |  |
| Ensemble choisissons notre avenir |                      |                | 453   | 21,57  | 3  | 1 |  |  |
|                                   | Ludovic Bersillon    | UMP            | 310   | 14,76  | 2  |   |  |  |
| Tournés vers l'avenir             |                      |                | 310   | 14,76  | 2  |   |  |  |
|                                   |                      |                |       |        |    |   |  |  |
| Inscrits                          | Inscrits             | Inscrits       | 3 584 | 100,00 |    |   |  |  |
| Abstentions                       | Abstentions          | Abstentions    | 1 271 | 35,46  |    |   |  |  |
| Votants                           | Votants              | Votants        | 2 313 | 64,54  |    |   |  |  |
| Blancs et nuls                    | Blancs et nuls       | Blancs et nuls | 213   | 9,21   |    |   |  |  |
| Exprimés                          | Exprimés             | Exprimés       | 2 100 | 90,79  |    |   |  |  |
| * Liste du maire sortant          |                      |                |       |        |    |   |  |  |

### Château-Thierry
- Maire sortant : Jacques Krabal (PRG)
- 33 sièges à pourvoir au conseil municipal (population légale 2011 : 14 413 habitants)
- 18 sièges à pourvoir au conseil communautaire (CC de la Région de Château-Thierry)

|                               | Jacques Krabal *     | DVG            | 3 000 | 62,06  | 28 | 15 |  |  |
| Chateau-thierry rassemblee    |                      |                | 3 000 | 62,06  | 28 | 15 |  |  |
|                               | Paul Philippe Molard | FN             | 757   | 15,65  | 2  | 1  |  |  |
| Chateau-thierry fait front    |                      |                | 757   | 15,65  | 2  | 1  |  |  |
|                               | Jean-Claude Fauquet  | UMP            | 544   | 11,25  | 2  | 1  |  |  |
| Droite unie                   |                      |                | 544   | 11,25  | 2  | 1  |  |  |
|                               | Christian Copin      | FG             | 533   | 11,02  | 1  | 1  |  |  |
| Mieux vivre a chateau thierry |                      |                | 533   | 11,02  | 1  | 1  |  |  |
|                               |                      |                |       |        |    |    |  |  |
| Inscrits                      | Inscrits             | Inscrits       | 9 592 | 100,00 |    |    |  |  |
| Abstentions                   | Abstentions          | Abstentions    | 4 560 | 47,54  |    |    |  |  |
| Votants                       | Votants              | Votants        | 5 032 | 52,46  |    |    |  |  |
| Blancs et nuls                | Blancs et nuls       | Blancs et nuls | 198   | 3,93   |    |    |  |  |
| Exprimés                      | Exprimés             | Exprimés       | 4 834 | 96,07  |    |    |  |  |
| * Liste du maire sortant      |                      |                |       |        |    |    |  |  |

### Chauny
- Maire sortant : Marcel Lalonde (UDI)
- 33 sièges à pourvoir au conseil municipal (population légale 2011 : 11 771 habitants)
- 12 sièges à pourvoir au conseil communautaire (CC Chauny-Tergnier)

| Tête de liste                  | Tête de liste             | Liste          | Premier tour | Premier tour | Second tour | Second tour | Sièges | Sièges |
| Tête de liste                  | Tête de liste             | Liste          | Voix         | %            | Voix        | %           | CM     | CC     |
| ------------------------------ | ------------------------- | -------------- | ------------ | ------------ | ----------- | ----------- | ------ | ------ |
|                                | Marcel Lalonde *          | DVD            | 2 079        | 49,45        | 2 246       | 55,84       | 26     | 10     |
| Action pour l'avenir de chauny |                           |                | 2 079        | 49,45        | 2 246       | 55,84       | 26     | 10     |
|                                | Véronique Agoutin         | FN             | 848          | 20,17        | 921         | 22,89       | 4      | 1      |
| Chauny fait front              |                           |                | 848          | 20,17        | 921         | 22,89       | 4      | 1      |
|                                | Francis Heredia           | PS-PCF-EELV    | 678          | 16,12        | 855         | 21,25       | 3      | 1      |
| Un avenir pour chauny          |                           |                | 678          | 16,12        | 855         | 21,25       | 3      | 1      |
|                                | Karim Chafi               | DVG            | 394          | 9,37         |             |             |        |        |
| Chauny nouvelle génération     |                           |                | 394          | 9,37         |             |             |        |        |
|                                | Jean-Pierre Vanderplancke | DVG            | 205          | 4,87         |             |             |        |        |
| Une nouvelle donne pour chauny |                           |                | 205          | 4,87         |             |             |        |        |
|                                |                           |                |              |              |             |             |        |        |
| Inscrits                       | Inscrits                  | Inscrits       | 7 853        | 100,00       | 7 853       | 100,00      |        |        |
| Abstentions                    | Abstentions               | Abstentions    | 3 540        | 45,08        | 3 746       | 47,70       |        |        |
| Votants                        | Votants                   | Votants        | 4 313        | 54,92        | 4 107       | 52,30       |        |        |
| Blancs et nuls                 | Blancs et nuls            | Blancs et nuls | 109          | 2,53         | 85          | 2,07        |        |        |
| Exprimés                       | Exprimés                  | Exprimés       | 4 204        | 97,47        | 4 022       | 97,93       |        |        |
| * Liste du maire sortant       |                           |                |              |              |             |             |        |        |

### Fère-en-Tardenois
- Maire sortant : Jean-Paul Roseleux (SE)
- 23 sièges à pourvoir au conseil municipal (population légale 2011 : 3 231 habitants)
- 14 sièges à pourvoir au conseil communautaire (CC du Tardenois)

|                          | Jean-Paul Roseleux * | DVD            | 776   | 65,70  | 19 | 12 |  |  |
| Bien vivre a fere        |                      |                | 776   | 65,70  | 19 | 12 |  |  |
|                          | Madeleine Gabriel    | SE             | 405   | 34,29  | 4  | 2  |  |  |
| Bien fere avec vous      |                      |                | 405   | 34,29  | 4  | 2  |  |  |
|                          |                      |                |       |        |    |    |  |  |
| Inscrits                 | Inscrits             | Inscrits       | 2 039 | 100,00 |    |    |  |  |
| Abstentions              | Abstentions          | Abstentions    | 787   | 38,60  |    |    |  |  |
| Votants                  | Votants              | Votants        | 1 252 | 61,40  |    |    |  |  |
| Blancs et nuls           | Blancs et nuls       | Blancs et nuls | 71    | 5,67   |    |    |  |  |
| Exprimés                 | Exprimés             | Exprimés       | 1 181 | 94,33  |    |    |  |  |
| * Liste du maire sortant |                      |                |       |        |    |    |  |  |

### Fresnoy-le-Grand
- Maire sortant : Raymond Lavallery (SE)
- 23 sièges à pourvoir au conseil municipal (population légale 2011 : 3 087 habitants)
- 5 sièges à pourvoir au conseil communautaire (CC du Pays du Vermandois)

| Tête de liste                             | Tête de liste  | Liste          | Premier tour | Premier tour | Second tour | Second tour | Sièges | Sièges |
| Tête de liste                             | Tête de liste  | Liste          | Voix         | %            | Voix        | %           | CM     | CC     |
| ----------------------------------------- | -------------- | -------------- | ------------ | ------------ | ----------- | ----------- | ------ | ------ |
|                                           | Pierre Flamant | DVD            | 700          | 48,40        | 880         | 62,41       | 19     | 4      |
| Un autre choix pour fresnoy               |                |                | 700          | 48,40        | 880         | 62,41       | 19     | 4      |
|                                           | Patrick Dupuy  | DVD            | 425          | 29,39        | 530         | 37,58       | 4      | 1      |
| A votre écoute ensemble osons             |                |                | 425          | 29,39        | 530         | 37,58       | 4      | 1      |
|                                           | Yves Leroy     | DVG            | 321          | 22,19        |             |             |        |        |
| Pour l'intérêt général. en toute sérénité |                |                | 321          | 22,19        |             |             |        |        |
|                                           |                |                |              |              |             |             |        |        |
| Inscrits                                  | Inscrits       | Inscrits       | 2 108        | 100,00       | 2 108       | 100,00      |        |        |
| Abstentions                               | Abstentions    | Abstentions    | 605          | 28,70        | 566         | 26,85       |        |        |
| Votants                                   | Votants        | Votants        | 1 503        | 71,30        | 1 542       | 73,15       |        |        |
| Blancs et nuls                            | Blancs et nuls | Blancs et nuls | 57           | 3,79         | 132         | 8,56        |        |        |
| Exprimés                                  | Exprimés       | Exprimés       | 1 446        | 96,21        | 1 410       | 91,44       |        |        |

### Gauchy
- Maire sortant : Josette Henry (IDG)
- 29 sièges à pourvoir au conseil municipal (population légale 2011 : 5 406 habitants)
- 4 sièges à pourvoir au conseil communautaire (CA de Saint-Quentin)

| Tête de liste                                                      | Tête de liste       | Liste          | Premier tour | Premier tour | Second tour | Second tour | Sièges | Sièges |
| Tête de liste                                                      | Tête de liste       | Liste          | Voix         | %            | Voix        | %           | CM     | CC     |
| ------------------------------------------------------------------ | ------------------- | -------------- | ------------ | ------------ | ----------- | ----------- | ------ | ------ |
|                                                                    | Jean-Claude Cappele | IDG            | 1 118        | 42,12        | 1 189       | 42,25       | 6      | 1      |
| Avec vous et pour vous continuons à construire le gauchy de demain |                     |                | 1 118        | 42,12        | 1 189       | 42,25       | 6      | 1      |
|                                                                    | Jean-Marc Weber     | DVD            | 1 010        | 38,05        | 1 431       | 50,85       | 22     | 3      |
| Gauchy une mairie pour tous                                        |                     |                | 1 010        | 38,05        | 1 431       | 50,85       | 22     | 3      |
|                                                                    | Philip Gilliard     | DVG            | 442          | 16,65        | 194         | 6,89        | 1      |        |
| Renouveau a gauchy                                                 |                     |                | 442          | 16,65        | 194         | 6,89        | 1      |        |
|                                                                    | Daniel Lipka        | DVG            | 84           | 3,16         |             |             |        |        |
| Gauchy nouvelle majorité                                           |                     |                | 84           | 3,16         |             |             |        |        |
|                                                                    |                     |                |              |              |             |             |        |        |
| Inscrits                                                           | Inscrits            | Inscrits       | 4 216        | 100,00       | 4 218       | 100,00      |        |        |
| Abstentions                                                        | Abstentions         | Abstentions    | 1 450        | 34,39        | 1 356       | 32,15       |        |        |
| Votants                                                            | Votants             | Votants        | 2 766        | 65,61        | 2 862       | 67,85       |        |        |
| Blancs et nuls                                                     | Blancs et nuls      | Blancs et nuls | 112          | 4,05         | 48          | 1,68        |        |        |
| Exprimés                                                           | Exprimés            | Exprimés       | 2 654        | 95,95        | 2 814       | 98,32       |        |        |

### Guise
- Maire sortant : Hugues Cochet (PS)
- 29 sièges à pourvoir au conseil municipal (population légale 2011 : 5 173 habitants)
- 18 sièges à pourvoir au conseil communautaire (CC de la Région de Guise)

|                            | Hugues Cochet * | PS             | 1 594 | 100,00 | 29 | 18 |  |  |
| Forts ensemble pour demain |                 |                | 1 594 | 100,00 | 29 | 18 |  |  |
|                            |                 |                |       |        |    |    |  |  |
| Inscrits                   | Inscrits        | Inscrits       | 3 333 | 100,00 |    |    |  |  |
| Abstentions                | Abstentions     | Abstentions    | 1 277 | 38,31  |    |    |  |  |
| Votants                    | Votants         | Votants        | 2 056 | 61,69  |    |    |  |  |
| Blancs et nuls             | Blancs et nuls  | Blancs et nuls | 462   | 22,47  |    |    |  |  |
| Exprimés                   | Exprimés        | Exprimés       | 1 594 | 77,53  |    |    |  |  |
| * Liste du maire sortant   |                 |                |       |        |    |    |  |  |

### Hirson
- Maire sortant : Jean-Jacques Thomas (PS)
- 29 sièges à pourvoir au conseil municipal (population légale 2011 : 9 365 habitants)
- 12 sièges à pourvoir au conseil communautaire (CC du Pays des Trois Rivières)

|                          | Jean-Jacques Thomas * | PS-PCF-EELV    | 2 015 | 57,39  | 23 | 10 |  |  |
| Hirson ensemble          |                       |                | 2 015 | 57,39  | 23 | 10 |  |  |
|                          | Jean-Jacques Hopin    | DVD            | 1 496 | 42,60  | 6  | 2  |  |  |
| A.g.i.r. pour hirson     |                       |                | 1 496 | 42,60  | 6  | 2  |  |  |
|                          |                       |                |       |        |    |    |  |  |
| Inscrits                 | Inscrits              | Inscrits       | 6 736 | 100,00 |    |    |  |  |
| Abstentions              | Abstentions           | Abstentions    | 2 935 | 43,57  |    |    |  |  |
| Votants                  | Votants               | Votants        | 3 801 | 56,43  |    |    |  |  |
| Blancs et nuls           | Blancs et nuls        | Blancs et nuls | 290   | 7,63   |    |    |  |  |
| Exprimés                 | Exprimés              | Exprimés       | 3 511 | 92,37  |    |    |  |  |
| * Liste du maire sortant |                       |                |       |        |    |    |  |  |

### La Fère
- Maire sortant : Raymond Deneuville (SE)
- 23 sièges à pourvoir au conseil municipal (population légale 2011 : 3 054 habitants)
- 4 sièges à pourvoir au conseil communautaire (CC des Villes d'Oyse)

|                                                       | Raymond Deneuville * | DVD            | 379   | 51,28  | 18 | 3 |  |  |
| La fere : une équipe solidaire. un avenir constructif |                      |                | 379   | 51,28  | 18 | 3 |  |  |
|                                                       | Pascal Briquet       | DVG            | 360   | 48,71  | 5  | 1 |  |  |
| Ensemble pour la fere                                 |                      |                | 360   | 48,71  | 5  | 1 |  |  |
|                                                       |                      |                |       |        |    |   |  |  |
| Inscrits                                              | Inscrits             | Inscrits       | 1 627 | 100,00 |    |   |  |  |
| Abstentions                                           | Abstentions          | Abstentions    | 845   | 51,94  |    |   |  |  |
| Votants                                               | Votants              | Votants        | 782   | 48,06  |    |   |  |  |
| Blancs et nuls                                        | Blancs et nuls       | Blancs et nuls | 43    | 5,50   |    |   |  |  |
| Exprimés                                              | Exprimés             | Exprimés       | 739   | 94,50  |    |   |  |  |
| * Liste du maire sortant                              |                      |                |       |        |    |   |  |  |

### Laon
- Maire sortant : Antoine Lefèvre (UMP)
- 35 sièges à pourvoir au conseil municipal (population légale 2011 : 25 745 habitants)
- 18 sièges à pourvoir au conseil communautaire (CA du Pays de Laon)

|                                                        | Antoine Lefèvre *  | UMP-UDI        | 4 512  | 58,80  | 29 | 15 |  |  |
| En confiance avec antoine lefevre                      |                    |                | 4 512  | 58,80  | 29 | 15 |  |  |
|                                                        | Damien Delavenne   | PS             | 1 976  | 25,75  | 4  | 3  |  |  |
| Un nouveau maire. un nouveau souffle                   |                    |                | 1 976  | 25,75  | 4  | 3  |  |  |
|                                                        | Yan Ruder          | FG             | 507    | 6,60   | 1  |    |  |  |
| Aux actes citoyens                                     |                    |                | 507    | 6,60   | 1  |    |  |  |
|                                                        | Hervé Tellier      | DVG            | 428    | 5,57   | 1  |    |  |  |
| Une autre vision de laon                               |                    |                | 428    | 5,57   | 1  |    |  |  |
|                                                        | Jean-Loup Pernelle | EXG            | 250    | 3,25   |    |    |  |  |
| Lutte ouvriere faire entendre le camp des travailleurs |                    |                | 250    | 3,25   |    |    |  |  |
|                                                        |                    |                |        |        |    |    |  |  |
| Inscrits                                               | Inscrits           | Inscrits       | 15 417 | 100,00 |    |    |  |  |
| Abstentions                                            | Abstentions        | Abstentions    | 7 485  | 48,55  |    |    |  |  |
| Votants                                                | Votants            | Votants        | 7 932  | 51,45  |    |    |  |  |
| Blancs et nuls                                         | Blancs et nuls     | Blancs et nuls | 259    | 3,27   |    |    |  |  |
| Exprimés                                               | Exprimés           | Exprimés       | 7 673  | 96,73  |    |    |  |  |
| * Liste du maire sortant                               |                    |                |        |        |    |    |  |  |

### Saint-Michel
- Maire sortant : Thierry Verdavaine (DVG)
- 27 sièges à pourvoir au conseil municipal (population légale 2011 : 3 548 habitants)
- 5 sièges à pourvoir au conseil communautaire (CC du Pays des Trois Rivières)

|                                                     | Thierry Verdavaine * | DVG            | 808   | 58,08  | 22 | 4 |  |  |
| Union ! action ! liste de progres pour saint-michel |                      |                | 808   | 58,08  | 22 | 4 |  |  |
|                                                     | Gérard Bevierre      | DVD            | 583   | 41,91  | 5  | 1 |  |  |
| Renouveau pour saint michel                         |                      |                | 583   | 41,91  | 5  | 1 |  |  |
|                                                     |                      |                |       |        |    |   |  |  |
| Inscrits                                            | Inscrits             | Inscrits       | 2 382 | 100,00 |    |   |  |  |
| Abstentions                                         | Abstentions          | Abstentions    | 874   | 36,69  |    |   |  |  |
| Votants                                             | Votants              | Votants        | 1 508 | 63,31  |    |   |  |  |
| Blancs et nuls                                      | Blancs et nuls       | Blancs et nuls | 117   | 7,76   |    |   |  |  |
| Exprimés                                            | Exprimés             | Exprimés       | 1 391 | 92,24  |    |   |  |  |
| * Liste du maire sortant                            |                      |                |       |        |    |   |  |  |

### Saint-Quentin
- Maire sortant : Xavier Bertrand (UMP)
- 45 sièges à pourvoir au conseil municipal (population légale 2011 : 56 278 habitants)
- 22 sièges à pourvoir au conseil communautaire (CA de Saint-Quentin)

|                                                          | Xavier Bertrand * | UMP            | 9 913  | 52,60  | 36 | 17 |  |  |
| Le choix de saint-quentin avec xavier bertrand           |                   |                | 9 913  | 52,60  | 36 | 17 |  |  |
|                                                          | Yannick Lejeune   | FN             | 3 789  | 20,10  | 4  | 2  |  |  |
| Saint-quentin fait front                                 |                   |                | 3 789  | 20,10  | 4  | 2  |  |  |
|                                                          | Michel Garand     | PS             | 3 223  | 17,10  | 4  | 2  |  |  |
| Saint-quentin tous ensemble                              |                   |                | 3 223  | 17,10  | 4  | 2  |  |  |
|                                                          | Olivier Tournay   | PCF            | 1 455  | 7,72   | 1  | 1  |  |  |
| Les voix de la colére                                    |                   |                | 1 455  | 7,72   | 1  | 1  |  |  |
|                                                          | Anne Zanditenas   | EXG            | 464    | 2,46   |    |    |  |  |
| Lutte ouvrière. faire entendre le camp des travailleurs. |                   |                | 464    | 2,46   |    |    |  |  |
|                                                          |                   |                |        |        |    |    |  |  |
| Inscrits                                                 | Inscrits          | Inscrits       | 34 098 | 100,00 |    |    |  |  |
| Abstentions                                              | Abstentions       | Abstentions    | 14 602 | 42,82  |    |    |  |  |
| Votants                                                  | Votants           | Votants        | 19 496 | 57,18  |    |    |  |  |
| Blancs et nuls                                           | Blancs et nuls    | Blancs et nuls | 652    | 3,34   |    |    |  |  |
| Exprimés                                                 | Exprimés          | Exprimés       | 18 844 | 96,66  |    |    |  |  |
| * Liste du maire sortant                                 |                   |                |        |        |    |    |  |  |

### Soissons
- Maire sortant : Patrick Day (PS)
- 35 sièges à pourvoir au conseil municipal (population légale 2011 : 28 551 habitants)
- 25 sièges à pourvoir au conseil communautaire (CA du Soissonnais)

| Tête de liste                      | Tête de liste        | Liste          | Premier tour | Premier tour | Second tour | Second tour | Sièges | Sièges |
| Tête de liste                      | Tête de liste        | Liste          | Voix         | %            | Voix        | %           | CM     | CC     |
| ---------------------------------- | -------------------- | -------------- | ------------ | ------------ | ----------- | ----------- | ------ | ------ |
|                                    | Alain Cremont        | DVD            | 3 430        | 39,18        | 4 370       | 45,55       | 26     | 19     |
| Pour soissons changeons de cap     |                      |                | 3 430        | 39,18        | 4 370       | 45,55       | 26     | 19     |
|                                    | Patrick Day *        | PS-PCF-EELV    | 3 385        | 38,67        | 3 870       | 40,34       | 7      | 5      |
| En avant soissons avec patrick day |                      |                | 3 385        | 38,67        | 3 870       | 40,34       | 7      | 5      |
|                                    | Emmanuel Chassagnoux | FN             | 1 938        | 22,14        | 1 353       | 14,10       | 2      | 1      |
| Soissons fait front                |                      |                | 1 938        | 22,14        | 1 353       | 14,10       | 2      | 1      |
|                                    |                      |                |              |              |             |             |        |        |
| Inscrits                           | Inscrits             | Inscrits       | 17 182       | 100,00       | 17 182      | 100,00      |        |        |
| Abstentions                        | Abstentions          | Abstentions    | 8 120        | 47,26        | 7 324       | 42,63       |        |        |
| Votants                            | Votants              | Votants        | 9 062        | 52,74        | 9 858       | 57,37       |        |        |
| Blancs et nuls                     | Blancs et nuls       | Blancs et nuls | 309          | 3,41         | 265         | 2,69        |        |        |
| Exprimés                           | Exprimés             | Exprimés       | 8 753        | 96,59        | 9 593       | 97,31       |        |        |
| * Liste du maire sortant           |                      |                |              |              |             |             |        |        |

### Tergnier
- Maire sortant : Christian Crohem (FG)
- 33 sièges à pourvoir au conseil municipal (population légale 2011 : 14 135 habitants)
- 12 sièges à pourvoir au conseil communautaire (CC Chauny-Tergnier)

|                          | Christian Crohem * | FG-PS-EELV     | 3 284  | 100,00 | 33 | 12 |  |  |
| Unis pour agir           |                    |                | 3 284  | 100,00 | 33 | 12 |  |  |
|                          |                    |                |        |        |    |    |  |  |
| Inscrits                 | Inscrits           | Inscrits       | 10 099 | 100,00 |    |    |  |  |
| Abstentions              | Abstentions        | Abstentions    | 5 843  | 57,86  |    |    |  |  |
| Votants                  | Votants            | Votants        | 4 256  | 42,14  |    |    |  |  |
| Blancs et nuls           | Blancs et nuls     | Blancs et nuls | 972    | 22,84  |    |    |  |  |
| Exprimés                 | Exprimés           | Exprimés       | 3 284  | 77,16  |    |    |  |  |
| * Liste du maire sortant |                    |                |        |        |    |    |  |  |

### Villers-Cotterêts
- Maire sortant : Jean-Claude Pruski (PS)
- 33 sièges à pourvoir au conseil municipal (population légale 2011 : 10 411 habitants)
- 23 sièges à pourvoir au conseil communautaire (CC Villers-Cotterêts - Forêt de Retz)

| Tête de liste                  | Tête de liste        | Liste          | Premier tour | Premier tour | Second tour | Second tour | Sièges | Sièges |
| Tête de liste                  | Tête de liste        | Liste          | Voix         | %            | Voix        | %           | CM     | CC     |
| ------------------------------ | -------------------- | -------------- | ------------ | ------------ | ----------- | ----------- | ------ | ------ |
|                                | Franck Briffaut      | FN             | 1 316        | 32,04        | 1 862       | 41,53       | 24     | 17     |
| Villers-cotterêts fait front   |                      |                | 1 316        | 32,04        | 1 862       | 41,53       | 24     | 17     |
|                                | Jean-Claude Pruski * | SE             | 910          | 22,15        | 1 554       | 34,66       | 5      | 4      |
| Tous ensemble. continuons      |                      |                | 910          | 22,15        | 1 554       | 34,66       | 5      | 4      |
|                                | Jean-Claude Gervais  | DVD            | 559          | 13,61        | 1 067       | 23,80       | 4      | 2      |
| Villers c'est vous             |                      |                | 559          | 13,61        | 1 067       | 23,80       | 4      | 2      |
|                                | Yves Richard         | DVD            | 551          | 13,41        |             |             |        |        |
| Notre engagement votre avenir  |                      |                | 551          | 13,41        |             |             |        |        |
|                                | Fabrice Dufour       | SE             | 519          | 12,63        |             |             |        |        |
| Villers-cotterêts. j'aime !    |                      |                | 519          | 12,63        |             |             |        |        |
|                                | Jean-Claude Monnier  | FG             | 252          | 6,13         |             |             |        |        |
| Pour la ville que nous voulons |                      |                | 252          | 6,13         |             |             |        |        |
|                                |                      |                |              |              |             |             |        |        |
| Inscrits                       | Inscrits             | Inscrits       | 6 834        | 100,00       | 6 835       | 100,00      |        |        |
| Abstentions                    | Abstentions          | Abstentions    | 2 600        | 38,05        | 2 187       | 32,00       |        |        |
| Votants                        | Votants              | Votants        | 4 234        | 61,95        | 4 648       | 68,00       |        |        |
| Blancs et nuls                 | Blancs et nuls       | Blancs et nuls | 127          | 3,00         | 165         | 3,55        |        |        |
| Exprimés                       | Exprimés             | Exprimés       | 4 107        | 97,00        | 4 483       | 96,45       |        |        |
| * Liste du maire sortant       |                      |                |              |              |             |             |        |        |